# 인생은 새옹지마 (영화)
"인생은 새옹지마"는 2014년에 개봉한 대한민국의 영화이다. 젊은 예술가 제작지원 프로젝트 영화로, 영화감독 류승완이 멘토링으로 참여했다.

## 등장 인물

### 주요 인물
- 고경표 : 준기 역
- 이초희 : 하늘 역
- 안재민 : 용주 역

### 그 외 인물
- 박수진 : 주장 역
- 신혜선 : 소라 역
- 김지민 : 동아리 멤버 역
- 김진규 : 동아리 멤버 역
- 조영래 : 동아리 멤버 역
- 신후비 : 동아리 멤버 역
- 강전영 : 동아리 멤버 역
- 홍성민 : 동아리 멤버 역
- 남구율 : 블로그 아이 역

## OST

### 인생은 새옹지마 OST
| #  | 제목                                      | 작사   | 작곡   | 편곡   | 재생 시간 |
| -- | ----------------------------------------- | ------ | ------ | ------ | --------- |
| 1. | 〈보이는 것만 믿으세요〉 (이초희)         | 김태용 | 김우근 | 김영균 |           |
| 2. | 〈보이는 것만 믿으세요 (Inst.)〉 (이초희) |        | 김우근 | 김영균 |           |